# Ефіопські гірські ліси
Ефіопські гірські ліси (ідентифікатор WWF: AT0112) — афротропічний екорегіон тропічних та субтропічних вологих широколистяних лісів, розташований у Північно-Східній Африці.

## Географія
Екорегіон ефіопських гірських лісів охоплює нижні та середні висоти Ефіопського нагір'я, розташованого в Ефіопії, Еритреї та на крайньому північному заході Сомалі. Крім того, він включає ізольовані гори Джебель-Ельба та Джебель-Хадай-Авеб в Халаїбському трикутинку на кордоні Єгипту та Судану, гору Джебель-Овер у східному Судані, поблизу міста Порт-Судан, та гірські масиви Года і Мабла в Джибуті. Висота регіону переважно становить від 1100 до 1800 м над рівнем моря. На більших висотах ліси екорегіону переходять у ефіопські гірські луки та рідколісся, а в передгір'ях — у сомалійські акацієво-комміфорові чагарники та хащі.
Ефіопське нагір'я сформувалося 55 мільйонів років тому, а близько 13 мільйонів років тому, коли утворився Східно-Африканський рифт, воно було розділене на дві частини. Північно-західна частина Ефіопського нагір'я, або Абіссинський масив, включає гори Симєн та Еритрейське нагір'я, а південно-східна частина, або Харарський масив, — гори Бале. Регіон є сейсмічно активним, а період активного вулканізму в ньому завершився 4-5 мільйонів років тому. Хоча ґрунти екорегіону є досить малородючими, його територія є густонаселеною, і значна частина його земель була перетворена на сільськогосподарські угіддя.

## Клімат
В межах екорегіону переважає гірський субтропічний клімат (Cwb за класифікацією кліматів Кеппена), саванний клімат (Aw за класифікацією Кеппена) або напівпустельний клімат (BSh за класифікацією Кеппена). Середня температура залежить від пори року та висоти над рівнем моря. Загалом середня максимальна температура коливається від 18 °C до 24 °C, а середня мінімальна температура — від 12 °C до 15 °C. Протягом всього року вітри, що дмуть з Червоного моря, приносять в регіон вологу, а з травня по жовтень до них додаються південно-західні вітри, що приносять опади в ефіопську частину екорегіону. Середньорічна кількість опадів коливається від 600 мм в місцях, що перебувають у дощовій тіні, до 1500 мм у більш вологих областях на півдні та південному заході. Загалом клімат екорегіону є більш прохолодний та вологий, ніж клімат напівпустель, сухих чагарників та саван, поширених в передгір'ях та на навколишніх рівнинах.

## Флора
Основними рослинними угрупованнями екорегіону є вічнозелені та напіввічнозелені ліси і рідколісся, що перемежовуються саванами, луками та чагарниковими заростями. Флора екорегіону представлена переважно афромонтанськими видами, характерними для високогір'їв Африки, однак також включає типові низинні афротропічні види та деякі види палеарктичного походження, які потрапили в регіон в часи останнього льодовикового періоду. На більшій частині екорегіону природний рослинний покрив був знищений або значно деградував внаслідок перевипасу худоби та перетворення на сільськогосподарські угіддя і плантації екзотичної деревини.
На низьких висотах регіону поширені відкриті рідколісся, відомі як колла. Серед дерев, що складають основу цих рідколісь, слід відзначити різні види акацій з родів Vachellia та Senegalia, а також різні види терміналій (Terminalia spp.), комміфорових дерев (Commiphora spp.) та босвеллій (Boswellia spp.).
На півдні та заході екорегіону, де випадає більше опадів, зустрічаються афромонтанські вологі перехідні ліси та дощові ліси, відомі як вейна-дега. Серед дерев, що складають основу цих лісів, слід відзначити звичайний афрокарпус (Afrocarpus falcatus), африканський яловець (Juniperus procera), абіссинську хурму (Diospyros abyssinica), червоноприлисткову мітрагіну (Mitragyna rubrostipulata), капську макарангу (Macaranga capensis), охну Холста (Ochna holstii), капську маслину (Olea capensis), анінгерію Адольфа-Фрідріха (Aningeria adolfi-friederici), африканську вишню (Prunus africana) та великоколосий кротон (Croton macrostachyus), а також звичайну деревоподібну папороть (Alsophila dregei) та колючу деревоподібну папороть (Alsophila manniana)
Найбільшим збереженим лісовим масивом екорегіону є ліс Харенна, що росте в горах Бале на південному сході екорегіону. Серед дерев, що складають його високий, відкритий лісовий намет, слід відзначити угандійський зеленосердечник (Warburgia ugandensis), великоколосий кротон (Croton macrostachyus) та звичайний афрокарпус (Afrocarpus falcatus). В підліску домінують чагарники аравійської кави (Coffea arabica).

## Фауна
Серед поширених в екорегіоні ссавців слід відзначити великого куду (Tragelaphus strepsiceros), антилопу-стрибуна (Oreotragus oreotragus), південного бушбока (Tragelaphus sylvaticus), звичайного дуїкера (Sylvicapra grimmia), дуїкера Харві (Cephalophus harveyi), великого лісового кабана (Hylochoerus meinertzhageni), африканського бородавочника (Phacochoerus africanus), чагарникову свиню (Potamochoerus larvatus), гривету (Chlorocebus aethiops), східну герезу (Colobus guereza), верветку (Chlorocebus pygerythrus), павіана-анубіса (Papio anubis), лева (Panthera leo), африканського леопарда (Panthera pardus pardus), звичайного каракала (Caracal caracal), сервала (Leptailurus serval), смугастого шакала (Lupulella adusta), чепрачного шакала (Lupulella mesomelas), плямисту гієну (Crocuta crocuta) та дуже рідкісну гієнову собаку (Lycaon pictus). Раніше в регіоні зустрічалися саванні слони (Loxodonta africana), чорні носороги (Diceros bicornis) та африканські буйволи (Syncerus caffer), однак наразі вони вимерли.
Серед майже ендемічних птахів, поширених в регіоні, слід відзначити абісинського дятла (Dendropicos abyssinicus), червонолобу лібію (Lybius undatus), жовтоголового папугу-довгокрила (Poicephalus flavifrons), ефіопську вивільгу (Oriolus monacha), ефіопського пікулика (Macronyx flavicollis), еритрейського щедрика (Crithagra xanthopygia), білохвосту ластівку (Hirundo megaensis) та чагарникову джиджітку (Zavattariornis stresemanni). Ендеміками екорегіону є червоноокі турачі (Pternistis harwoodi), чорнолобі турачі (Pternistis ochropectus), ефіопські турако (Tauraco ruspolii) та абісинські щедрики (Crithagra xantholaema), .
Герпетофауна екорегіону також включає низку ендемічних видів. Серед ендемічних амфібій слід відзначити ефіопську бананівку (Afrixalus enseticola), бананівку Кларка (Afrixalus clarkei) та ефіопську цецилію (Sylvacaecilia grandisonae), а серед плазунів — балеського дворогого хамелеона (Trioceros balebicornutus) та хареннського безрогого хамелеона (Trioceros harennae).

## Збереження
Близько 7,43 % екорегіону є заповідними територіями. Природоохоронні території включають: Національний парк гір Арсі, Національний парк Аваш, Національний парк Нечісар, Національний парк Омо, Національний парк Чебера-Чурчура, Національний парк Борана, Національний парк Мазе, Біосферний заповідник Кафа та Біосферний заповідник Яю в Ефіопії, Національний парк Семенаві-Бахрі, Природний заповідник Йоб та Природний заповідник Еркавіт в Еритреї, Національний лісовий парк Дей та Національний парк Джибуті в Джибуті, а також Національний парк гори Ельба в Єгипті.